# Peter von Glehn
Peter von Glehn (transliteración del ruso: Пётр Петрович Глен, Pyotr Petrovich Glen ; 8 de noviembre (OS 27 de octubre) 1835, Jälgimäe, Gobernación de Estonia, Imperio ruso - 16 de abril (OS 4 de abril) 1876, San Petersburgo, Imperio ruso) fue un botánico ruso.
Nació de un terrateniente alemán del Báltico, miembro de la familia Glehn, Peter von Glehn (1796-1843) (que compró la señorial Jälgimäe en 1821) y Auguste Marie Caroline von Burchart Bellavary , miembro de la familia Burchardt que se hizo cargo de la farmacia del Ayuntamiento de Reval. Tenía 2 hermanos menores: Nikolai (1841-1923), el fundador de Nõmme, y Len von Glehn, (1844-1920), y 3 hermanas: Marie Elisabeth (1840 - ????), Julie Wilhelmine (1842-67 ) y Marie (1843-1884).
Se graduó en la Universidad de Tartu con medalla de oro.

## Honores

### Eponimia
- (Asteraceae) Colymbada glehnii (Trautv.) Holub[3]

- (Pinaceae) Picea glehnii Mast.,[4] una especie de conífera en la familia Pinaceae, lleva el nombre de Peter von Glehn.[5]

- (Typhaceae) Sparganium glehnii Meinsh.[6]
- La abreviatura «Glehn» se emplea para indicar a Peter von Glehn como autoridad en la descripción y clasificación científica de los vegetales.[7]